# Saison 2 de Private Eyes
Chronologie
Saison 1 Saison 3
Cet article présente les épisodes de la deuxième saison de la série télévisée canadienne Private Eyes.

## Distribution

### Acteurs principaux
- Jason Priestley (VF : Luq Hamet) : Matt Shade, ancien joueur de hockey devenu investigateur privé
- Cindy Sampson (VF : Vanessa Van-Geneugden) : Angie Everett, partenaire en affaire de Shade
- Samantha Wan (en) (VF : Diane Kristanek) : Zoe Chow (depuis l'épisode 2)
- Barry Flatman (de) (VF : Michel Elias) : Don Shade, le père de Matt (12 épisodes)
- Jordyn Negri (VF : Chloé Renaud) : Juliet « Jules » Shade, la fille de Matt et Becca (13 épisodes)

### Acteurs récurrents
- Ennis Esmer (VF : Julien Sibre) : détective Kurtis Mazhari (14 épisodes)
- Nicole de Boer (VF : Marine Jolivet) : Becca Dorasay (épisodes 1, 4, 8, 9, 16 et 18)
- Jonny Gray (VF : Jonathan Gimbord) : Liam Benson (épisodes 3, 4, 14, 17 et 18)
- Bree Williamson (en) : Melanie Parker (épisodes 6 à 9, 11 et 12)
- Mark Ghanimé : Dr Ken Graham (épisodes 7 à 9, 11 et 12)

### Invités
- Clé Bennett (VF : Emmanuel Gradi) : détective Derek Nolan (épisodes 1, 5 et 13)
- James Hinchcliffe : lui-même[1] (épisode 1)
- Anthony Lemke : Jack Sugar[1] (épisode 2)
- Jeanne Beker (en)[1] (épisode 4)
- Stephan Caras : lui-même[1] (épisode 4)
- William Shatner : Norm Glinski, investigateur privé[1] (épisode 6)
- Sangita Patel (en) : reporter[1] (épisode 6)
- Mimi Kuzyk : Nora Everett, mère d'Angie[2] (épisode 10)
- Peter MacNeill[2] : Maurie Claven (épisode 10)
- George Chuvalo : lui-même[2]
- Lucas Bryant[2]
- Cheryl Hickey (en)[2] : Mrs Dubowski (épisode 14)
- Colin Ferguson[2] : Dominik Chambers (épisode 18)
- Laura Vandervoort[2] : Dana (épisode 18)

## Épisodes

### Épisode 1:Une course contre la montre
- Canada : 25 mai 2017

- Canada : 866 000 téléspectateurs[3] (première diffusion + différé 7 jours)

### Épisode 2:Yin et Yang
- Canada : 1er juin 2017

- Canada : 868 000 téléspectateurs[4] (première diffusion + différé 7 jours)

### Épisode 3:Les Huit d'Ellard
- Canada : 8 juin 2017

- Canada : 785 000 téléspectateurs[5] (première diffusion + différé 7 jours)

### Épisode 4:Un crime sur mesure
- Canada : 15 juin 2017

- Canada : 883 000 téléspectateurs[6] (première diffusion + différé 7 jours)

### Épisode 5:La Revenante
- Canada : 22 juin 2017

- Canada : 826 000 téléspectateurs[7] (première diffusion + différé 7 jours)

### Épisode 6:La Vilaine Nancy
- Canada : 29 juin 2017

- Canada : 932 000 téléspectateurs[8] (première diffusion + différé 7 jours)

### Épisode 7:Entre le docteur et l'enclume
- Canada : 6 juillet 2017

- Canada : 971 000 téléspectateurs[9] (première diffusion + différé 7 jours)

### Épisode 8:Six pieds sous mystère
- Canada : 13 juillet 2017

- Canada : 874 000 téléspectateurs[10] (première diffusion + différé 7 jours)

### Épisode 9:Le Sens du devoir
- Canada : 20 juillet 2017

- Canada : 1,043 million de téléspectateurs[11] (première diffusion + différé 7 jours)

### Épisode 10:Envoyer au tapis
- Canada : 27 mai 2018[2]

- Canada : 923 000 téléspectateurs[12] (première diffusion + différé 7 jours)

### Épisode 11:Longue vie au roi!
- Canada : 3 juin 2018

- Canada : 951 000 téléspectateurs[13] (première diffusion + différé 7 jours)

### Épisode 12:Escapade meurtrière
- Canada : 10 juin 2018

- Canada : 1,099 million de téléspectateurs[14] (première diffusion + différé 7 jours)

### Épisode 13:Une course à se remémorer
- Canada : 17 juin 2018

- Canada : 1,217 million de téléspectateurs[15] (première diffusion + différé 7 jours)

### Épisode 14:Sauver Leroy!
- Canada : 24 juin 2018

- Canada : 1,186 million de téléspectateurs[16] (première diffusion + différé 7 jours)

### Épisode 15:Le Faucon de Bedford
- Canada : 8 juillet 2018

- Canada : 1,091 million de téléspectateurs[17] (première diffusion + différé 7 jours)

### Épisode 16:Harcèlement
- Canada : 15 juillet 2018

- Canada : 1,029 million de téléspectateurs[18] (première diffusion + différé 7 jours)

### Épisode 17:Mise en bière
- Canada : 22 juillet 2018

- Canada : 1,247 million de téléspectateurs[19] (première diffusion + différé 7 jours)

### Épisode 18:L'Ombre d'un doute
- Canada : 29 juillet 2018

- Canada : 1,135 million de téléspectateurs[20] (première diffusion + différé 7 jours)